# Balagtas
Balagtas, anciennement Bigaa, est une municipalité de la province de Bulacan, aux Philippines.
Elle compte environ 74 000 habitants.

## Étymologie
La ville doit son nom au poète Francisco Balagtas.